# Осипчук Лілія Артемівна
Лілія Артемівна Осипчук (? — ?) — українська радянська діячка, новатор виробництва, змінний хімік Удицького цукрового заводу Теплицького району Вінницької області. Депутат Верховної Ради УРСР 5-го скликання.

## Біографія
З 1950-х років — змінний хімік Удицького цукрового заводу Теплицького району Вінницької області.